# Kontéla
Kontéla is een gemeente (commune) in de regio Kayes in Mali. De gemeente telt 21.500 inwoners (2009).